# Sissa (mythische brahmaan)

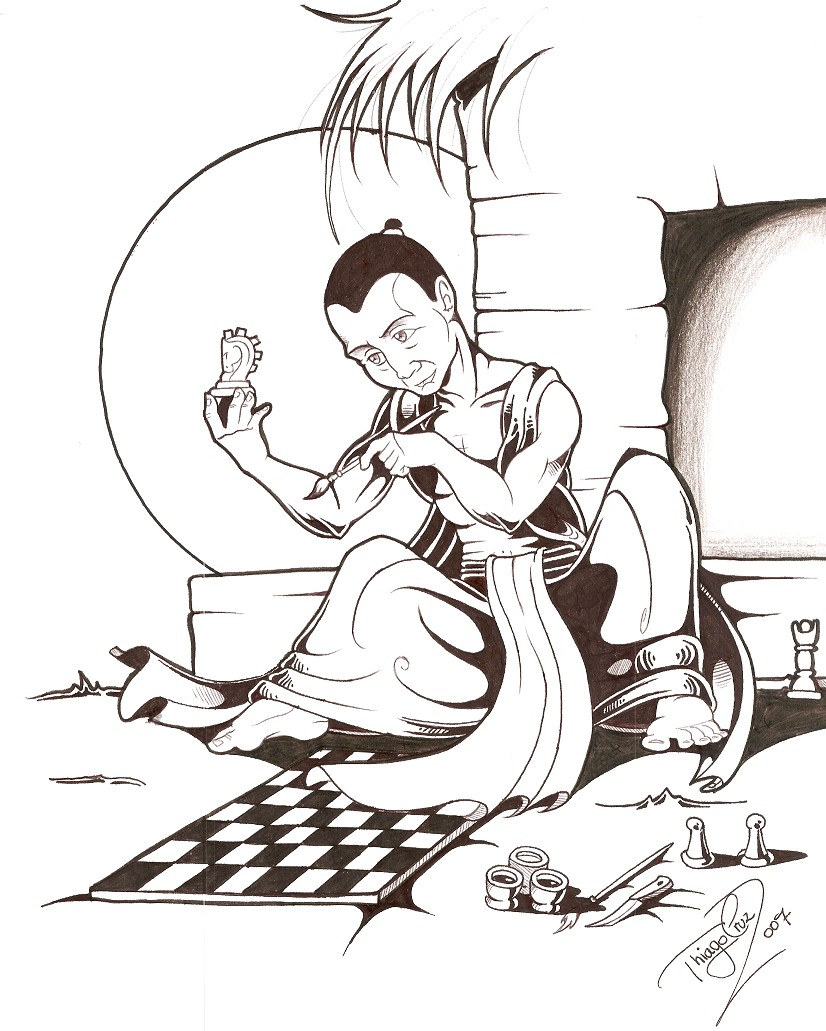
Sissa ibn Dahir (artiestenindruk)

Sissa ibn Dahir (ook wel genoemd: Lahur Sessa, Sassa) is een mythisch personage uit India. Hij zou de uitvinder zijn van Chaturanga, de Indische voorloper van het schaakspel. Tevens zou hij de bedenker van het graankorrelvraagstuk zijn dat hij de koning voorlegde toen deze hem voor zijn uitvinding wilde belonen.

## Een legende over de uitvinding van het schaakspel

### Synopsis
Sissa vindt voor pedagogische doeleinden het schaakspel uit voor een Indische koning. Uit dankbaarheid vraagt de koning Sissa hoe hij ervoor beloond wil worden. Sissa zegt hiervoor graan te willen ontvangen in de hoeveelheid gelijk aan de som van het aantal graankorrels dat over alle velden van het schaakbord verspreid wordt, met dien verstande dat de som bepaald wordt door één korrel op het eerste veld te leggen en dan elk volgende veld met het dubbele aantal korrels van het voorgaande veld te vullen.
Deze wens is bekend geworden als "het graankorrelvraagstuk", en vormt de basis van diverse wiskundige en filosofische vraagstukken.

### Historische oorsprong
Tot in de negentiende eeuw was de legende van Sissa een van meerdere theorieën over de oorsprong van het schaken. Heden wordt het vooral als mythe beschouwd omdat er geen eenduidig beeld is over het ontstaan van het oude Indische schaakspel chaturanga en hoe het zich naar het moderne schaken heeft ontwikkeld.
De context van de mythische Sissa wordt uitgebreid beschreven in A History of Chess. Er blijken veel variaties en inconsistenties te zijn in de overleveringen van de mythe en er kan derhalve weinig geschiedkundig bevestigd worden. Desalniettemin wordt de legende van Sissa door de meeste bronnen geplaatst in een Hindoestaans koninkrijk van tussen 400 en 600 na Christus, in een tijdperk na de invasie van Alexander de Grote. De mythe wordt vanuit het Perzische en islamitisch perspectief verteld.
De oudste vertelling die vermoedelijk de basis is geweest voor de legende van Sissa dateert echter van vóór de islam. Het verhaalt over Husiya, dochter van Balhait, een koningin van wie de zoon gedood wordt door een rebel, maar welk nieuws zij aanvankelijk niet te horen krijgt. Dit nieuws wordt op subtiele wijze aan haar bekendgemaakt via het schaakspel dat Sissa aan haar introduceerde.

### Varianten
Heden zijn er meerdere varianten van het verhaal over Sissa's uitvinding van het schaakspel. Er zijn ook verschillende interpretaties van wie Sissa was (Brahmaan, prins, vizier, minister, wiskundige, filosoof, boer) en van zijn nationaliteit (Indisch, Perzisch). Ook de naam van de koning varieert (Shahram, Balhait, Ladava). 
Het staat wel vast dat Sissa zijn beloning niet kreeg. In sommige verhaallijnen eindigt Sissa als de volgende koning en in andere wordt hij juist gestraft voor zijn buitenproportioneel verzoek. Ook is er een variant waarin Sissa, nadat de koning bevel heeft gegeven aan de wens te voldoen, direct ingrijpt en zegt dat zijn wens onuitvoerbaar is. Soms wordt rijst genoemd in plaats van graan en er is zelfs een variant met mais (wat toen in de oude wereld nog niet bekend was). Oorzaak van al deze variaties ligt wellicht in de interpretatie van talen, ontwikkeling van taal in de loop van de tijd, het doel waartoe de mythe verteld wordt, en het typische fenomeen dat oraal doorgegeven verhalen in de loop van de tijd vervormen.
In het algemeen kan de verhaallijn van Sissa's legende opgedeeld worden in meerdere fasen. Er bestaan ook voor elk van deze fasen meerdere varianten:
- De aanleiding voor de uitvinding van het schaakspel;
  - Afleiding voor een koning die gepassioneerd was van oorlogsvoering, maar die al zijn vijanden verslagen had en zich toen stierlijk verveelde.
  - Een vredelievende koning zocht naar een middel waarmee zijn collega's ruzies zonder bloedvergieten konden uitvechten.[3]
  - Een jonge en onervaren koning die naar een spel zoekt waarmee met weinig ervaring en zonder bloedvergieten militaire opleiding gedaan kan worden.[3]
  - Een jonge en eigenwijze koning die niet beseft dat het succes van zijn regering en welzijn van het land afhankelijk is van zijn onderdanen.[16]
  - Een koning die bedroefd is om het verlies van zijn geliefde zoon in de oorlog en als gevolg daarvan zijn koninkrijk verwaarloost.[17]
  - Een koning die als een tiran zijn onderdanen onderdrukt.[18][19]
  - Een jonge en onervaren koning die naar een spel zoekt waarmee goed bestuur geleerd kan worden.[13]
  - Een koning die Sissa vraagt een spel uit te vinden dat mentale eigenschappen als oplettendheid, visie, beoordeling, weerbaarheid, analyse en redeneren stimuleert, en zodoende als tegenpool van gokspelen zou functioneren.[4][20]
- De uitvinding en introductie van het schaakspel;
  - Sissa introduceert het schaakspel direct aan de koning.
  - Het schaakspel wordt via een omweg aan de koning bekendgemaakt om zijn trots niet te krenken.[19]
  - De koning laat zijn eerste minister het spel leren om daarna via demonstratiepartijen met Sissa de zin van het spel te begrijpen.
- De les die Sissa met het schaakbord aan de koning overdraagt;
  - De koning is geheel afhankelijk van zijn onderdanen in zijn handelen; en het vereist goede coördinatie tussen alle partijen;
  - Het schaakspel is trainingsmateriaal om de kunst van oorlogsvoering te leren;
- De les die Sissa met het graankorrelvraagstuk aan de koning overdraagt;
  - "Bedenk de consequenties voordat je je aan iets verplicht; laat je je niet in de val leiden door degenen die je omringen."[16]
  - "Houd in de gaten dat je goede bedoelingen makkelijk misbruikt kunnen worden."[18]
- De consequenties voor Sissa voor zijn gewenste beloning. De oudste bronnen lijken daar niks over te zeggen. Recentere bronnen geven soms een tot de verbeelding sprekende draai ter afsluiting van het verhaal:
  - Sissa wordt gestraft door terdoodveroordeling,[21][22] verbanning.[bron?]
  - Sissa wordt gestraft door in de gevangenis tot het einde van zijn dagen de graankorrels te tellen die hij verdiend zou hebben.[23]
  - Sissa wordt beloond, en als alternatief voor het graan krijgt hij een koninkrijk toegewezen,[bron?] de hand van de koningsdochter...[bron?]
  - Sissa wordt beloond, maar de waarde van het graan waar hij om vroeg krijgt hij betaald in goud.[13] Dit is evenzeer onmogelijk.
  - Sissa wordt een vertrouweling van de koning.[24]
  - Sissa krijgt de hoogste erevermeldingen van het koninkrijk.[11]
  - Sissa wordt benoemd tot eerste vizier.[25]
  - Wanneer de koning zich de wijsheid van Sissa's wens realiseert, vraagt Sissa dat het graan onder hen die het het hardst nodig hebben wordt verdeeld en trekt hij zich terug.[26]

### Synthese van de gangbaarste varianten
In de vijfde eeuw van onze jaartelling was een koninkrijk nabij de Ganges in het toenmalige India waarvan het bestuur in handen was van de onervaren doch tirannieke koning Shahram. Het land en het volk leed onder zijn bestuur. Hofleden probeerden de koning van zijn slechte bestuur bewust te maken, maar slaagden er niet in. Er bevond zich onder hen de Brahmaan Sissa, die zeer gerespecteerd werd om zijn wijsheid en onderricht. Sissa bedacht een manier om de koning zonder gezichtsverlies bewust te maken van het effect van zijn regeren.
Hij bedacht daartoe een spel, dat hij Shaik de koning noemde. Dit spel werd zodanig ontworpen dat de koning het voornaamste van alle stukken was en daardoor ook altijd het mikpunt van alle vijandelijke acties was. Hij zou zich echter nooit kunnen verdedigen noch een tegenaanval kunnen opzetten en werd daarom omringd met stukken van verschillende waarde en specifieke eigenschappen die de koning niet had maar waar hij wel van afhankelijk zou zijn. De inrichting van het spel maakte duidelijk hoezeer de koning afhankelijk was van zijn onderdanen en hoe hij slechts in goede verstandhouding met hen succesvolle campagnes kon leiden. Het zou tevens duidelijk dat de koning slechts door bescherming en offering van anderen in leven kon blijven en hij zich slechts van hun loyale dienst kon vergewissen door goede verstandhouding en wederzijdse ondersteuning. In tijden van grote nood en overmacht, zo bleek uit het spel, waren zelfs de geringste dienaren van cruciaal belang in de bescherming van de koning en het land. De koning was het hoofd van het land dat niet zonder zijn basis en ledematen kon functioneren.
Sissa introduceerde het spel eerst aan de hofhouding van koning Shahram. Men leerde het spel en vermaakte zich ermee zonder zich bewust te zijn van de fijne bedoelingen van het spel. Het duurde niet lang voordat het ter ore van de koning kwam en hij Sissa beval hem het spel te leren. Dit was het moment waar Sissa op gewacht had. Hij kon nu de koning spelenderwijze onderwijzen over alle aspecten van goed bestuur dat de koning moest weten.
Het effect van het schaakspel was dat de koning zich de onjuistheid van zijn handelen jegens zijn onderdanen realiseerde. Dat hij het land niet kon besturen zonder respect voor en overleg met de kleinste onderdaan. Dat oorlogen niet zonder goede coördinatie en strategie met zijn onderdanen gewonnen konden worden. Sterker nog, dat hij zonder zijn onderdanen helemaal niets klaar zou krijgen. De koning was vol van verbazing en genot over deze openbaring. Hij beval dat schaakborden in alle tempels geplaatst werden, zodat iedereen het spel kon leren, en daarmee ingewijd zou worden tot de kunst van oorlogsvoering. Het schaakspel was een eerbetuiging aan het geloof en de wereld. Hij dankte de hemel dat zijn regering met een dergelijke uitvinding gesymboliseerd kon worden.
Koning Shahram wilde Sissa belonen en zei “je kunt me vragen wat je begeert”. “Ik wens slechts”, antwoordde Sissa, “graan in de hoeveelheid bepaald door een korrel op het eerste veld van het schaakbord te leggen, en dan het dubbele aantal op elk volgende veld. Hoeveel dat ook moge wezen, dat is wat ik wens”. De koning verbaasde zich over Sissa's bescheidenheid. Vroeg hij werkelijk slechts om wat graan in plaats van alle rijkdom die hij kon schenken? Maar ondanks zijn aandringen hield Sissa voet bij stuk en de koning gaf gelaten de order aan zijn schatbewaarder.
Het duurde lang voordat de schatbewaarder terugkwam. “Waar heb je ons zo lang op laten wachten?” vroeg de koning ongeduldig. “Sire”, zei de schatbewaarder, “wat Sissa wenst gaat onze schatten te buiten.” De koning vermoedde dat er een misverstand was, en vroeg om uitleg. “Sire”, zei de schatbewaarder, “wat Sissa wenst vergt zoveel korenzolders vol met graan, dat u niet bij machte bent uw woord te houden.” Het ging om zoveel graan dat het de wereldproductie te buiten ging. Toen de koning overtuigd was van de getoonde berekeningen riep hij uit: “Jouw genialiteit om zo'n wens te bedenken is nog bewonderenswaardiger dan het talent waarmee je het schaakspel hebt uitgevonden!”
In feite deed Sissa deze wens slechts om de koning en passant nog een extra les te geven: dat hij te allen tijde bedachtzaam zou handelen en zich niet blind zou laten misleiden door schijnbaar goede bedoelingen van de vertrouwelingen die hem omringden.

## Het graankorrelvraagstuk

### Het vraagstuk
Als de velden van een schaakbord met graankorrels gevuld zouden worden, te beginnen met één korrel op het eerste veld, en het aantal korrels op elk volgende veld het dubbele is van het aantal op het voorgaande veld, hoeveel graankorrels liggen er dan op het schaakbord als alle velden gevuld zijn?
De oplossing kan simpelweg via opsomming van de hoeveelheden bepaald worden, ofwel 1 + 2 + 4 + 8 + ...; of door kwadratisch te vermenigvuldigen en de producten op te tellen: {\displaystyle 2^{0}+2^{1}+2^{2}+...2^{63}}. De oplossing is dan 18.446.744.073.709.551.615 graankorrels.

### Filosofische interpretatie
- Exponentiële groei heeft een misleidende karakter omdat het bij aanvang een onschuldige en eenvoudige omvang heeft en waarvan de uitkomst moeilijk in te schatten is. Het wordt veelal zwaar onderschat.[7]
- Duurzaamheid van exponentiële groei.[21]